# Бонеа
Бонеа (итал. Bonea) — коммуна в Италии, располагается в регионе Кампания, подчиняется административному центру Беневенто.
Население составляет 1508 человек, плотность населения составляет 137 чел./км². Занимает площадь 11 км². Почтовый индекс — 82013. Телефонный код — 0824.
Покровителем коммуны почитается святитель Николай Мирликийский, празднование 6 декабря.